# Pietro Aretino
(Ironica epigrafe indirizzata all'Aretino da Paolo Giovio)
Pietro Aretino (Arezzo, 19 aprile 1492 – Venezia, 21 ottobre 1556) è stato un poeta, scrittore e drammaturgo italiano.
Fu chiamato Il Divino Pietro Aretino.
È conosciuto principalmente per alcuni suoi scritti dal contenuto considerato licenzioso, fra cui i conosciutissimi Sonetti lussuriosi. Scrisse anche i Dubbi amorosi e opere di contenuto religioso, tese a farlo apprezzare nell'ambiente cardinalizio che a lungo frequentò.
Fu letterato tanto amato quanto discusso, se non odiato (e per molti fu semplicemente un arrivista e uno spregiudicato cortigiano).
Fu per molti versi un modello di intellettuale rinascimentale, autore anche di apprezzati Ragionamenti, esempi di un genere letterario definito "dialogo puttanesco".

## Biografia
Della sua infanzia si sa ben poco. L'unica cosa di cui si avrebbe certezza è che sia nato nella notte tra il 19 e il 20 aprile del 1492, frutto di una relazione fra un povero calzolaio di nome Luca Del Buta (Buta è una località di Arezzo) e una cortigiana, Margherita dei Bonci detta Tita, modella "scolpita e dipinta da parecchi artisti".

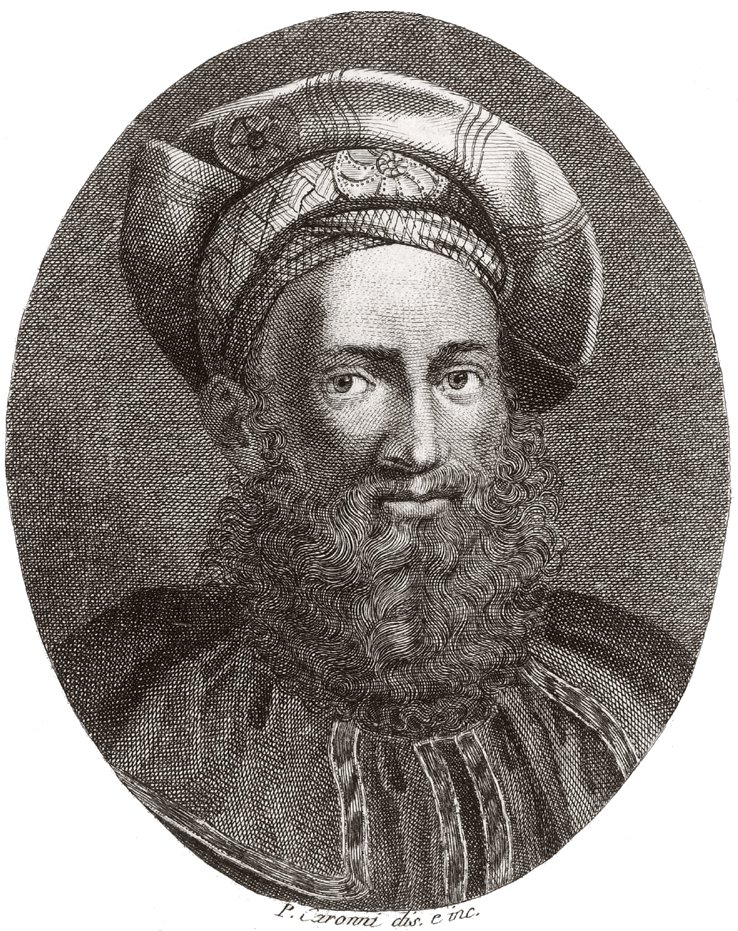
Incisione di Paolo Caronni raffigurante Pietro Aretino

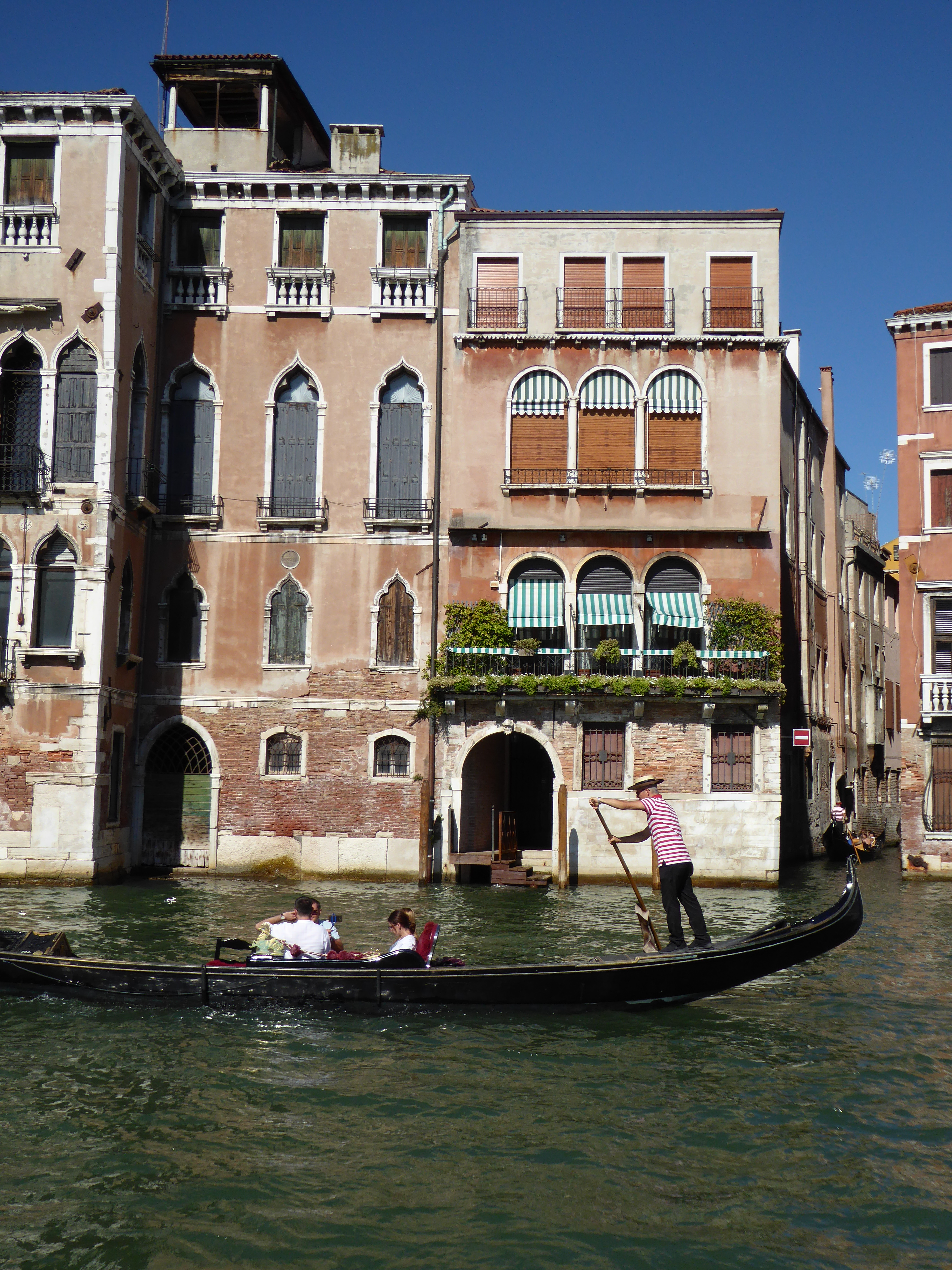
Venezia, Palazzo Bolani Erizzo in cui l'Aretino soggiornò

È stato detto che non volle mai far conoscere il proprio vero nome e le sue vere origini in segno di disconoscimento dei suoi natali. Tuttavia gli piacque definirsi "figlio di cortigiana, con anima di re".
Scrisse nelle Lettere:
Mentre della sua infanzia non si sa praticamente nulla, i suoi biografi riferiscono che quattordicenne o poco più visse a Perugia, dove studiò pittura, frequentando in seguito la locale università.

### Il periodo romano
Trasferitosi nel 1517 a Roma, grazie ai buoni uffici di Agostino Chigi (che tenne alla sua corte anche Raffaello), si mise al servizio del cardinale Giulio de' Medici e riuscì ad approdare anche alla corte di papa Leone X. Si trovava nella "città eterna" quando si svolse il conclave del 1522; fu probabilmente in quel periodo che scrisse uno dei suoi primi lavori, le cosiddette Pasquinate, poemetti satirici scritti sulla base delle anonime proteste contro la Curia affisse sul busto in marmo del Pasquino, a piazza Navona. A causa di questi componimenti fu esiliato dal nuovo pontefice, un cardinale fiammingo che prenderà il nome di Adriano VI (da Pietro soprannominato "la tedesca tigna").
Poté far ritorno a Roma nel 1523, con l'avvento di papa Clemente VII; cominciò a nutrire però una pesante insofferenza nei confronti delle corti e degli ambienti ecclesiastici.
Ebbe in dono in quegli anni il famoso Autoritratto del Parmigianino nello specchio convesso e rimase impressionato dall'"invenzione" del giovane artista, cosa che il Vasari così commenta: "... mi ricordo, io essendo giovinetto, aver veduto in Arezzo nelle case di esso Messer Pietro Aretino, dove era veduto dai forestieri, che per quella città passavano, come cosa rara. Questo capitò poi, non so come, alle mani di Valerio Vicentino intagliatore di cristallo, et oggi è appresso Alessandro Vittoria, scultore in Vinezia...".
È degli anni romani la composizione dei Sonetti lussuriosi, che gli erano stati ispirati dalle incisioni erotiche, ritenute ai limiti della pornografia, realizzate da Marcantonio Raimondi su disegni di Giulio Romano e pubblicate una prima volta nel 1524, sotto il titolo I Modi o Le 16 posizioni, e successivamente, insieme ai Sonetti dell'Aretino, nel 1527. Nello stesso periodo scrisse anche il testo teatrale La cortigiana, commedia ambientata in data antecedente al sacco di Roma e parodia de Il cortegiano di Baldassarre Castiglione.
Il compositore Michael Nyman (famoso soprattutto per la colonna sonora di Lezioni di piano) ha musicato gli otto sonetti in un CD intitolato 8 Lust Songs: I sonetti lussuriosi, interpretati dal soprano Marie Angel (2008).

### L'arrivo a Venezia
Nel 1525 decise di lasciare definitivamente Roma e trascorse due anni a Mantova al servizio di Giovanni dalle Bande Nere, con cui strinse una sincera amicizia e al quale fu vicino il giorno della sua morte, il 30 novembre 1526.
Infine nel 1527, contemporaneamente allo stampatore Francesco Marcolini da Forlì, con cui ebbe rapporti di amicizia e che gli pubblicò molte opere, si trasferì a Venezia. Dai suoi adulatori fu chiamato "divino", appellativo che gli piacque e di cui si fregiò, mentre per le sue satire e i suoi motteggi fu chiamato "flagello dei principi", così come ricorda anche Ariosto nell'Orlando furioso:
(Ludovico Ariosto, Orlando Furioso, 46, 14, 3-4)

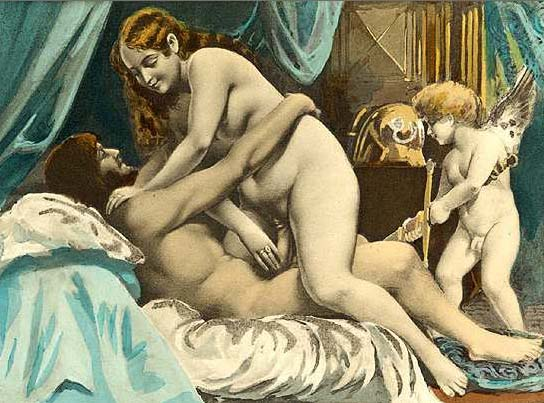
Scena erotica, opera di Édouard-Henri Avril, 1892, tratta dai Sonetti lussuriosi di Pietro Aretino

Nella città lagunare - a quel tempo, a suo dire, anticortigiana per eccellenza e sede di ogni vizio possibile - trascorse il resto della vita, scrivendo e pubblicando la maggior parte delle sue opere, spesso con i tipi di Francesco Marcolini da Forlì.
Negli anni veneziani strinse un solido rapporto con Tiziano, dal quale sarà ritratto più volte, e Jacopo Sansovino, un terzetto che ebbe un ruolo determinante nella cultura della Venezia del tempo. Michelangelo lo rappresentò come san Bartolomeo nel Giudizio Universale.
Divenne amico del condottiero Cesare Fregoso e nel 1536 fu ospite a Castel Goffredo del marchese Aloisio Gonzaga. A Venezia conobbe la cortigiana quattordicenne Pierina Riccia, che divenne la sua amante.

### La morte
Morì a Venezia il 21 ottobre 1556, presumibilmente a causa di un colpo apoplettico. Secondo alcune fonti, egli perì a causa del troppo ridere. I documenti dicono sia stato sepolto nella chiesa di San Luca, sempre a Venezia, ma, dato il flusso di curiosi che lì venivano per vedere la tomba e data la fama del personaggio, in un periodo non precisato tra il XVIII e il XIX secolo la lapide fu rimossa e le ossa sepolte forse nel piccolo giardino adiacente alla canonica.

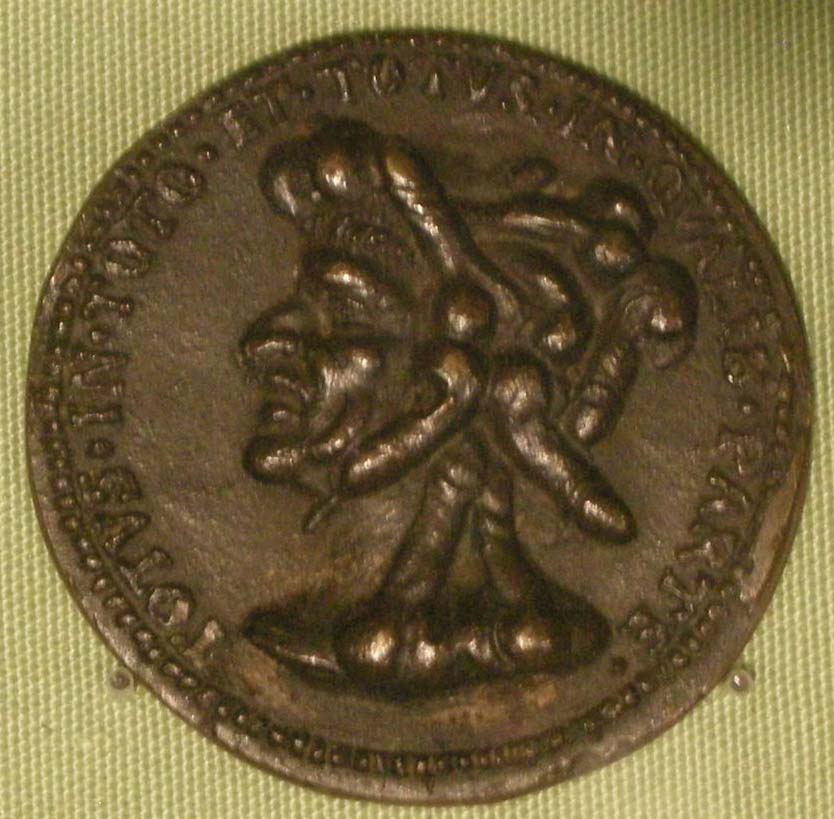
Artista toscano del XVI secolo, medaglia di Pietro Aretino, verso con testa composta da itifalli

Sinceramente appassionato al mondo femminile, non temette nei suoi scritti di mettere a nudo ambiguità sessuali anche relative all'amore omoerotico, riferendosi molto spesso nelle lettere e nei ragionamenti alla figura mitologica di Ganimede. Nel 1524, Aretino incluse in una lettera a Giovanni de' Medici un poema satirico in cui scriveva che, a causa di un'improvvisa aberrazione, si era "innamorato di una cuoca ed era passato temporaneamente dai ragazzi alle ragazze...". Nella sua commedia Il Marescalco, il protagonista è felice di scoprire che la donna che è stato costretto a sposare è in realtà un paggio travestito. Mentre si trovava alla corte di Mantova, s'invaghì di un giovane di nome Bianchino e infastidì il duca Federico, chiedendogli di intercedere presso il ragazzo a nome dello scrittore.

## Opere principali

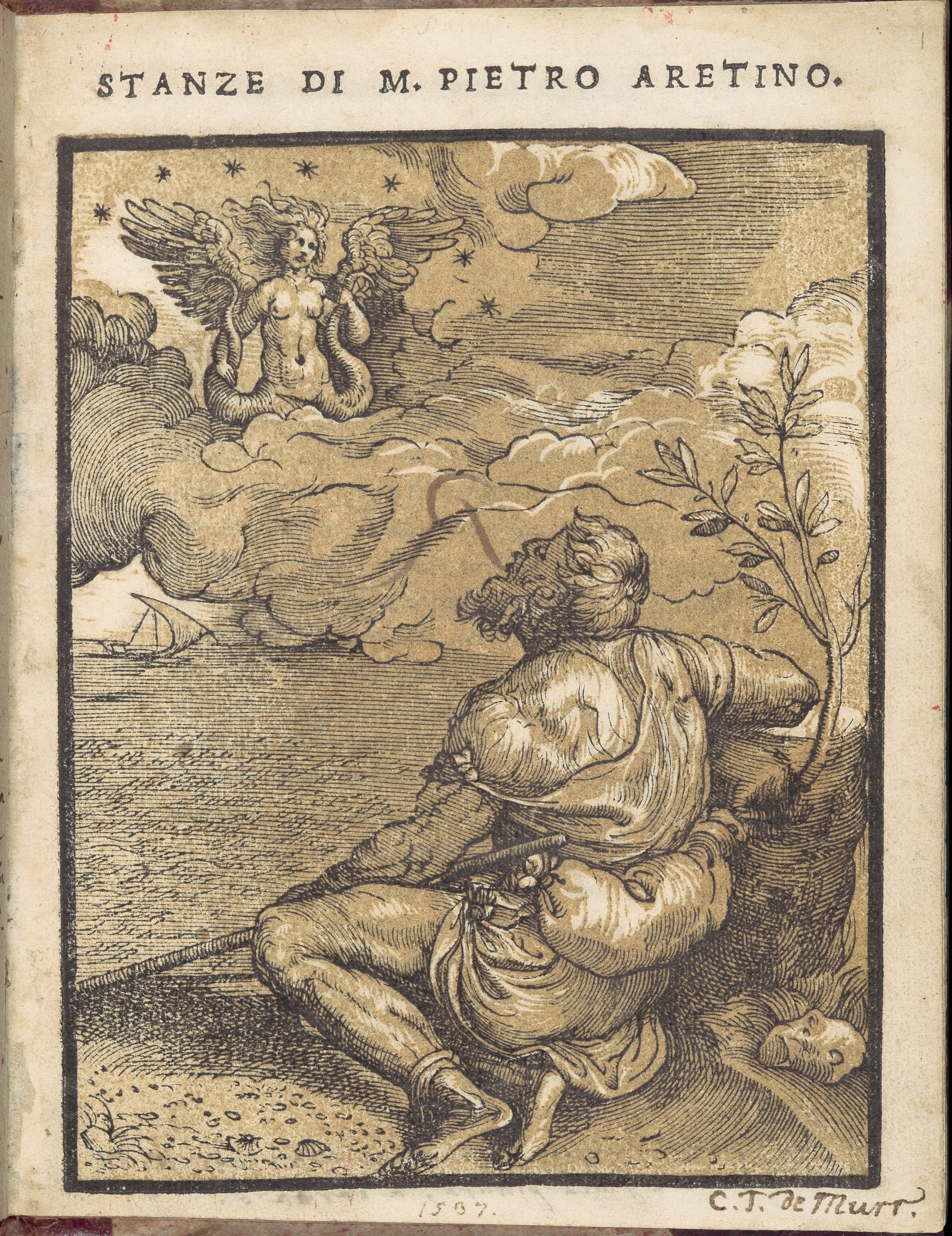
Stanze di Pietro Aretino, incisione di Giovanni Britto, 1537

### Poemi
- Marfisa (1532)
- Delle lagrime di Angelica (1538)
- Orlandino (1540)
- Astolfeida (1547)

### Commedie
- Farza (1524-25)[12]
- La cortigiana (1525)
- Il marescalco (1533)[13][14]
- La talanta (1542)
- Lo ipocrito (1542)
- Il filosofo (1546)

### Tragedie
- Orazia (1546)

### Altre opere
- Sonetti lussuriosi (1526)
- Dubbi amorosi (1527-30)[15]
- Lettere
- Ragionamento della Nanna e della Antonia fatto a Roma sotto una ficaia (1534)[16]
- Dialogo nel quale la Nanna insegna alla Pippa sua figliola (1536)[16]
- Ragionamento delle corti (1538)
- Le carte parlanti (1543)

## Film su Pietro Aretino
Negli anni 1970 furono prodotti diversi film su Pietro Aretino, quasi tutti di genere demenziale, erotico e comico allo stesso tempo, tipico del filone "decamerotico" in voga in quegli anni.
- ...e si salvò solo l'Aretino Pietro, con una mano davanti e l'altra dietro..., regia di Silvio Amadio (1972)
- Le notti peccaminose di Pietro l'Aretino, regia di Manlio Scarpelli (1972)
- Fiorina la vacca, regia di Vittorio De Sisti (1972)
- Fratello homo sorella bona, regia di Mario Sequi (1972)
- Novelle galeotte d'amore, regia di Antonio Margheriti (1972)
- Decamerone '300, regia di Renato Savino (1972)
- Metti lo diavolo tuo ne lo mio inferno, regia di Bitto Albertini (1972)
- I racconti romani di una ex novizia, regia di Pino Tosini (1972)
- L'Aretino nei suoi ragionamenti sulle cortigiane, le maritate e... i cornuti contenti, regia di Enrico Bomba (1972)
- ...e continuavano a mettere lo diavolo ne lo inferno, regia di Bitto Albertini (1973)
- Fra' Tazio da Velletri, regia di Romano Gastaldi (1973)
- I giochi proibiti de l'Aretino Pietro, regia di Piero Regnoli (1973)
- Storie scellerate, regia di Sergio Citti (1973)
- Novelle licenziose di vergini vogliose, regia di Joe D'Amato (1973)
- Il mestiere delle armi, regia di Ermanno Olmi (2001)